# Сенуфо (языки)
Сену́фо (фр. sénoufo) — группа языков в составе семьи атлантическо-конголезских (вольта-конголезских) нигеро-конголезских языков. Ранее включалась в семью гур.
Распространены на границе Мали (35,3 % от численности всей семьи), Буркина-Фасо (13,7 %) и Кот-д’Ивуара (50,8 %). В середине 1980-х годов насчитывалось 2,55 млн человек народов (начало 2000-х годов — 2,7 млн чел.), принадлежащих к этой языковой группе, что составляло 0,5 % от всего населения Африки (и 0,9 % численности нигеро-кордофанской макросемьи). Всего насчитывается 15 народов.

## Состав
15 народов семьи принято разделять на 6 основных групп:
- группа суппире-мамара (северные сенуфо). Всего 740 тыс. чел., или 27,5 % от численности семьи. Языки:
  - мамара, или маньинка (около 700 тыс. чел.),
  - суппире, или супьир (около 35 тыс. чел.),
  - сусите, или сисите,
  - шемпир, или сьемпире,
  - нанериге, или нанерге.
- группа караборо. Языки:
  - кар (восточный),
  - сьер-теньер (западный).
- группа сенари. Языки:
  - себаара (около 1 млн чел.),
  - сенара, или сьенер,
  - сьенара, или шенара,
  - ньярафоло.
- группа кпалага. Язык кпалага, или палака.
- группа тагуана-джимини (южные сенуфо). Языки:
  - тагуана, или тагуна,
  - джимини, или дьимини.
- группа нафаанра. Изолированный язык нафаанра, или нафаара. Группа распространена на северо-западе Ганы (0,2 %).